# Dit is Nederland
Dit is Nederland is een live-lunchprogramma dat sinds 3 april 2023 begon als Dit is de Middag. Elke werkdag wordt dit programma uitgezonden door de Nederlandse publieke omroep EO op NPO 2. Het programma wordt gepresenteerd door Margje Fikse.
Fikse presenteerde vanuit de studio het programma met gasten aan tafel actuele kwesties en de stamgasten. Reportages uit het land kwamen van Hans van der Steeg en Joram Kaat. Het programma werd vanaf 15 april 2024 opgevolgd door Dit is Nederland met hetzelfde concept.